# Gustavo Barros
Gustavo Barros, vollständiger Name Gustavo Martín Barros Zipitría, (* 29. August 1997 in Montevideo) ist ein uruguayischer Fußballspieler.

## Karriere
Defensivakteur Barros gehört seit der Apertura 2015 dem Profikader des Zweitligisten Club Atlético Progreso an. Dort debütierte er am 25. Oktober 2015 beim 1:0-Auswärtssieg gegen den Canadian Soccer Club in der Segunda División, als er von Trainer Fabián Charreau in die Startelf beordert wurde. In der Saison 2015/16 wurde er insgesamt viermal in der zweithöchsten uruguayischen Spielklasse eingesetzt. Einen Treffer erzielte er nicht. Im Laufe der Saison 2016 blieb er ohne weiteren Zweitligaeinsatz.